# Мовчан, Галина Макаровна
Галина Макаровна Мовчан (род. 1932, село Киселевка, теперь Катеринопольского района Черкасской области — ?) — украинская советская деятельница, главный агроном колхоза имени Кутузова Килийского района Одесской области, Герой Социалистического Труда. Кандидат сельскохозяйственных наук (1978). Депутат Верховного Совета УCСР 10-11-го созывов.

## Биография
Родилась в крестьянской семье Макара Алексеевича и Веры Лукьяновны Пастушенко. Закончила Тальновский сельскохозяйственный техникум.
С 1953 г. — агроном колхоза имени Шевченко Вышедубечанского района Киевской области. Вступила в брак с агрономом, затем председателем колхоза Степаном Мовчаном и переехала в Килийский район Одесской области, где работала агрономом-овощеводом колхозов «Победа» и имени Тимошенко.
Окончила Одесский сельскохозяйственный институт.
С 1964 г. — главный агроном колхоза имени Кутузова села Дмитровка Килийского района Одесской области.
Член КПСС с 1967 года.
Без отрыва от производства окончила аспирантуру при Одесском сельскохозяйственном институте.
В 1978 году защитила кандидатскую диссертацию сельскохозяйственных наук на тему «Изучение основных вопросов возделывания люцерны в рисовых севооборотах поймы реки Дуная».

## Награды
- Герой Социалистического Труда
- орден Ленина (08.12.1973, 22.12.1977)
- орден Трудового Красного Знамени (23.06.1966, 08.04.1971)
- медали